# Baie Fortescue
Pour la baie de Tasmanie, voir Fortescue Bay.
Pour les articles homonymes, voir Fortescue.
La baie Fortescue (en espagnol : bahía Fortescue) est une baie située dans la portion occidentale du détroit de Magellan, dans la XIIe région de Magallanes et de l'Antarctique chilien, au sud du Chili. Le navigateur Antonio Pigafetta, la décrit dans son ouvrage El primer viaje alrededor del globo sous le nom de baie des Sardines (bahía de las Sardinas).

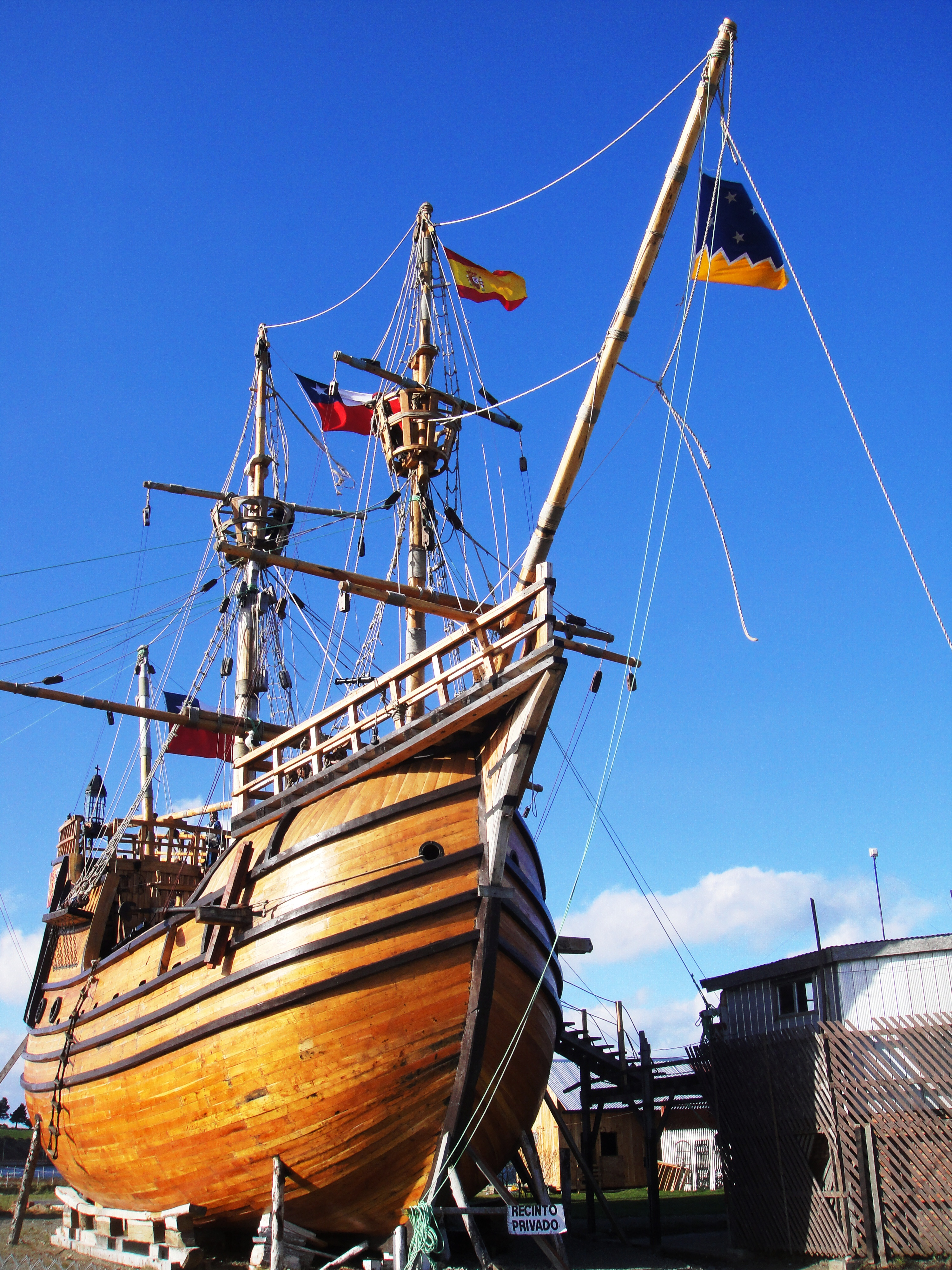
Réplique de la Nao Victoria de Fernand de Magellan au musée Nao Victoria de Punta Arenas.

## Parc marin Francisco Coloane
La baie Fortescue est située à l'intérieur du parc marin Francisco Coloane, ayant été identifiée comme l'un des sites où les baleines à bosse viennent se nourrir. Elle sert d'habitat naturel à différentes espèces de mammifères marins, comme le rorqual boréal, la baleine de Minke, l'orque, otarie à crinière et l'éléphant de mer du sud, entre autres.